# James Bourne
Pour les articles homonymes, voir Bourne.
James Bourne, né le 13 septembre 1983 à Rochford, Essex, Angleterre, est un chanteur britannique. Il est également cofondateur des groupes Son of Dork et Busted. Il a aussi fait partie du groupe Call Me When I'm 18, qu'il a fondé avec son ami américain Ollie Spano. Il fait à présent partie du groupe McBusted, constitué du groupe McFly et de Matt Willis.

## Biographie
James Bourne, parti de Rochford pour Southend-on-Sea à l'âge de dix mois, est le fils de Peter et Maria Bourne. Il a deux frères et une sœur : Nick, Chris et Mélissa. Chris, son plus jeune frère est apparu dans le clip de la chanson Year 3000 interprettant le voisin qui a construit la machine à voyager dans le temps. Nick est apparu dans quelques vidéos de Busted telles que Who's David etYou Said No. James Bourne a fréquenté l'établissement privé Thorpe Hall School de Southend-on-Sea.
L'instrument principal de James est la guitare, cependant, il prétend que son instrument favori est le piano. Il joue aussi de la batterie et de la guitare basse. Bourne affirme qu'il est toujours en bons termes avec les membres de Busted et McFly. Il est le propriétaire d'une De Lorean DMC-12 et d'une voiturette de golf. Il est le créateur d'une marque de vêtements appelée SicPuppy, nom du premier groupe dont il a fait partie. Bourne a dépensé plus de 16 000 £ pour sa maison de disques, Sicpuppy Records, laquelle, en 2007, a donné à des groupes britanniques sans label l'occasion de participer au Sic tour 2007 au Shepherd's Bush Empire. L'événement a été présenté par David Gest et Matt Willis.

## Premiers pas dans la musique
Bourne a commencé la musique à l'âge de six ans, quand il a découvert son idole, Michael Jackson, à travers une chanson de Bart Simpson (le personnage de dessins animés). Il était intrigué par la façon de danser du musicien et était impatient de découvrir qui il était. Quand il eut découvert et commencé à écouter la musique de Jackson, James fut stupéfait. Après avoir vu un concert de Michael Jackson un an plus tard, Bourne décida que le nouveau but de sa vie serait d'être capable de jouer ses chansons.
Quand il eut douze ans, James décida de former un groupe appelé Sic Puppy avec ses amis Nick et Jérémy. Ils ont commencé à jouer sans bassiste et dans la chambre de l'un des membres. Le temps passa et ils finirent par trouver eux-mêmes un plus grand local de répétition et un bassiste, Stewart. Mais avec le temps, ils ne voyaient plus l'intérêt de répéter et Sic Puppy s'est finalement séparé.

## Busted
À l'âge de dix-sept ans, James décroche une bourse d'études pour l'université South East Essex, en Technologie Musical, pour essayer de réaliser son rêve de devenir musicien professionnel. Il a finalement rencontré Matt Willis grâce au futur manager de Busted, Matthew Fletcher, qui lui a dit qu'il avait rencontré quelqu'un avec les mêmes idées que lui. Ils commencèrent bientôt à écrire des chansons dans la maison de James à Southend. Deux-tiers de Busted étaient nés.
Matt et James finirent par décider qu'ils ne pouvaient pas former un groupe de seulement deux membres. Alors, ils décidèrent de poster une annonce pour un troisième membre dans le magazine NME. Ils organisèrent alors une audition et, après avoir écouté quelques chansons des deux jeunes hommes, Charlie Simpson entra dans le groupe. C'est aussi à cette periode que James aurait rencontré Sephora Willis et en serait tombé amoureux.
Après avoir signé chez Universal en 2002, Busted sort son premier single, What I Go To School For, de leur premier album, Busted, sorti en septembre de la même année, lequel est rapidement devenu no 3 de charts britanniques. Year 3000 a suivi et il est devenu lui aussi un hit.
À la fin de la carrière du groupe, les membres du groupe se sont débrouillés pour faire entrer huit de leurs hits dans le top 10 et quatre d'entre eux ont atteint la première place, You Said No, Crashed The Wedding, Who's David & Thunderbirds Are Go.
Le groupe s'est séparé quand Charlie a décidé de quitter Busted afin de consacrer sa carrière à son autre groupe, Fightstar.

## Son Of Dork
Après la séparation de Busted, le 14 janvier 2005, due au départ de Charlie pour son groupe Fightstar, James se rend compte qu'il ne veut pas déjà quitter le monde de la musique. Alors, il forme un nouveau groupe, durant l'été 2005, qu'il nomme Son Of Dork. Ils sortent leur premier single Ticket Outta Loserville en novembre de cette même année, suivi par leur premier opus, Welcome to Loserville, une semaine plus tard.
Son Of Dork se sépare après le départ de trois des membres du groupe; ils n'ont pas fait de tournée ou de concert ensemble pendant près d'un an après cette séparation.

## Future Boy
Avec la séparation de Son Of Dork, James Bourne est persuadé de vouloir continuer sa carrière en tant qu'artiste. Il fait concert en solo aux États-Unis en octobre 2007. Le 17 juin 2008, James annonce via son compte MySpace qu'il a commencé à enregistrer son premier album solo. James poste une nouvelle chanson, Want Me Like That, disponible sur son MySpace. Son nouvel album, selon ce qu'il a écrit sur sa page, n'est « PAS un album rock. La musique est 100 % électronique ». James a également annoncé via son MySpace officiel qu'il venait de terminer l'enregistrement de son premier album solo. Il était censé sortir au début de l'année 2009. Le 3 décembre 2008, James révélé sur son site internet officiel qu'il restait onze chansons à nommer pour que la liste des titres soit complète. Le 29 janvier 2009, James révèle qu'il voudrait mener sa carrière solo sous le nom de scène Future Boy, mais que cela n'était pas encore officiel et qu'aucun contrat n'était encore signé. Cela a été annoncé sur le Twitter du chanteur, le premier single serait nommé Karate In My Heart. Celui-ci est d'ailleurs depuis peu en écoute sur le MySpace du Future Boy.
Le 18 octobre 2009, Jame a ajouté une deuxième chanson de son premier album en tant que Future Boy. Cette chanson s'appelle Hoping for Disaster et est une très jolie balade.

## Call Me When I'm 18
Le 27 février 2009, Bourne annonce grâce à un blog Myspace, qu'il démarre un nouveau groupe, Call Me When I'm 18, cette fois-ci basé à Hollywood, CA, plutôt qu'au Royaume-Uni. Le même jour, le groupe poste sa première chanson, Dumbstruck ainsi qu'un démo de leur version de la chanson Go Home Monday, laquelle devait figurer sur la version deluxe de l'album de Son Of Dork, Welcome To Loserville, dont la sortie avait été annulée. Le 13 avril, le groupe remplace Go Home Monday par leur nouvelle chanson, Break It. Sur Myspace, les deux musiciens révèlent qu'ils sont à la moitié de l'enregistrement de l'album.

## Loserville: La comédie musicale
En février 2009, James annonce que lui et son ami Eliot Davis ont écrit une comédie musicale basée sur l'album de Son Of Dork, Welcome To Loserville. Les tickets pour la première du 20 août ont été mis en vente à partir du 7 mai 2009. Le slogan utilisé pour le spectacle est 'I guess it really pays to be a slacker...' (J'estime qu'être un râté est réellement rentable...). L'histoire est centrée sur un garçon de dix-sept ans, Micheal Dork, qui est traité de râté et de ringard par les autres élèves. Socialement marginalisé par tout le lycée et sans cesse persécuté par Eddie, le garçon le plus cool de l'école, Micheal essaye désespérément de trouver un moyen de quitter Loserville. Mais quand une éblouissante nouvelle, Holly, arrive au lycée, Micheal entre dans un tout autre monde, celui de la popularité. 
Le spectacle est présenté par Youth Music Theatre UK en association avec South Hill Parks Center.
Début septembre, James annonce via son Twitter que, vu le succès de la comédie musicale, il serait en train de négocier pour une adaptation cinématographique dans laquelle il pourrait jouer.

## Annonce récente
Selon une récente annonce de la part de Matt Willis via sa page Twitter officielle, l'ex bassiste de Busted a annoncé qu'il se pourrait bien qu'un jour, les ex-membres de Busted se retrouvent. Il a également annoncé que, si le projet se concrétisait, la participation de Charlie Simpson ne serait pas demandée. À la suite de cette annonce, et après les réactions trop hâtives des fans, James Bourne a à son tour annoncé qui s'il était amené à coopérer de nouveau avec Matt Willis, cela ne se ferait pas sous le nom de Busted, mais sous le nom d'un nouveau groupe...
James a également annoncé :
- Que la 1re partie de l'album en tant que Future Boy est sorti le 3 mai et que le 2e volume est prévu pour le 3 juin 2010.
- Que la réalisation d'un film à partir de la comédie musicale Loserville était en marche et qu'une campagne publicitaire serait bientôt diffusée aux USA.
- que, pour le moment, Call Me When I'm 18 n'est pas sa priorité, Future Boy étant un projet plus sérieux et concret.

Selon le magazine The Sun, une émission de tv réalité serait prévue pour permettre à Matt Willis et James Bourne de remplacer Charlie Simpson, ce qui permettrait le retour de Busted.